# 宮崎地方検察庁
宮崎地方検察庁（みやざきちほうけんさつちょう）は、宮崎県宮崎市にある日本の地方検察庁の一つで、宮崎県を管轄している。略称は、宮崎地検（みやざきちけん）。日南・都城・延岡に支部を置いている。

## 所在地
- 本庁 - 宮崎市別府町1-1 宮崎法務総合庁舎　北緯31度54分39.3秒 東経131度25分41.3秒 / 北緯31.910917度 東経131.428139度
JR日豊線, 日南線, 宮崎空港線 宮崎駅から徒歩15分
宮崎交通（バス）「裁判所前」バス停から徒歩1分
- 日南支部 - 日南市飫肥3丁目6-2 日南法務総合庁舎　北緯31度37分44.9秒 東経131度21分18秒 / 北緯31.629139度 東経131.35500度
JR日南線 飫肥駅から徒歩20分
宮崎交通（バス）「飫肥」バス停から徒歩3分
- 都城支部 - 都城市上町2街区11 都城合同庁舎　北緯31度43分22秒 東経131度3分43秒 / 北緯31.72278度 東経131.06194度
JR日豊線 西都城駅から徒歩10分
宮崎交通（バス）「広口」バス停から徒歩1分
- 延岡支部 - 延岡市大貫町1丁目2915 延岡合同庁舎　北緯32度34分52.3秒 東経131度39分17.8秒 / 北緯32.581194度 東経131.654944度
JR日豊線 延岡駅から徒歩30分
宮崎交通（バス）「桜小路」バス停から徒歩10分

## 管轄
- 本庁
  - 宮崎区検察庁（宮崎市・東諸県郡）
  - 西都区検察庁（西都市・児湯郡）
- 日南支部
  - 日南区検察庁（日南市・串間市）
- 都城支部
  - 都城区検察庁（都城市・北諸県郡）
  - 小林区検察庁（小林市・えびの市・西諸県郡）
- 延岡支部
  - 延岡区検察庁（延岡市・東臼杵郡（美郷町（北郷区）・門川町））
  - 日向区検察庁（日向市・東臼杵郡（美郷町（南郷区・西郷区）・諸塚村・椎葉村））
  - 高千穂区検察庁（西臼杵郡）